# لیل کولت
لیل کولت (عبری: ליאל קולט‎؛ زادهٔ ۱۱ ژوئیهٔ ۱۹۸۹) یک خواننده اهل اسرائیل است. وی از سال ۲۰۰۰ میلادی تاکنون مشغول فعالیت بوده‌است.
لیل کولت و ابی ترانه‌ای به نام «می تونم صدای کریسمس رو بشنوم» (I Can Hear Christmas) را با هم اجرا کرده‌اند. مضمون این ترانه درخواست دوستی بین مسلمانان، یهودیان و مسیحیان به مناسبت فرارسیدن کریسمس است.